# Strokovna knjižnica za onkologijo
Strokovna knjižnica za onkologijo je specialna knjižnica za področje onkologije.
Ustanovljena je bila na začetku razvoja Onkološkega inštituta Ljubljana, v zgodnjih 50. letih, kot izraz potreb multidisciplinarne usmerjenosti onkološke stroke.
Knjižnica nudi informacijsko-dokumentacijsko podporo zaposlenim v matični organizaciji, pri njihovemu kliničnemu, delovnemu in raziskovalnemu procesu. Njeni uporabniki so tudi zdravstveni delavci iz drugi ustanov ter študenti in profesorji iz biomedicinskih fakultet in visokih šol po Sloveniji .
Od leta 1995 je polnopravna članica sistema vzajemne katalogizacije COBISS.
Prostori knjižnice se nahajajo v pritličju stavbe B, obsegajo 150 m2. Knjižnica ima 8 čitalniških mest.